# 馬君珮
馬君珮為台灣女性配音員。在投入配音事業前曾擔任過空服員。

## 配音作品
- 主要角色名稱以粗體顯示。
- 以下皆為國語配音。

### 台灣遊戲
| 年份 | 遊戲名稱     | 配演角色            | 備註   |
| ---- | ------------ | ------------------- | ------ |
| 2007 | 幻想三國誌4  | 容仙 勾陳           |        |
| 2011 | 仙劍奇俠傳五 | 林未央              | 台灣版 |
| 2015 | 星界神話     | 女 2（傲嬌女聲） 珍 | [ 2 ]  |
| 2016 | 天使帝國4    |                     |        |

### 旁白
- 國立故宮博物院—大英博物館館藏展語音導覽
- 國立故宮博物院—黃金旺族-內蒙古博物院大遼文物展語音導覽
- 國立故宮博物院—生日快樂－夏卡爾的愛與美特展語音導覽
- 國立故宮博物院—康熙大帝與太陽王路易十四特展語音導覽
- 國立故宮博物院—幸福大師－雷諾瓦與二十世紀繪畫特展特展語音導覽
- 國立歷史博物館—兵馬俑展語音導覽
- 國立歷史博物館—漢景帝地下王國-微笑彩俑展語音導覽
- 國立歷史博物館—燃燒的靈魂-梵谷展覽語音導覽
- 國立歷史博物館—大清盛世‧瀋陽故宮文物展展覽語音導覽
- 臺北市立美術館—皮克斯動畫展語音導覽：大眼仔
- 臺北市立美術館—幻羽舞影─時尚頑童高堤耶與編舞家蕭畢諾舞台服裝展語音導覽
- 中正紀念堂—安迪·沃荷展語音導覽
- 中正紀念堂—瘋狂達利─超現實主義大師特展語音導覽
- 中正紀念堂—珍珠之光-透視維梅爾特展語音導覽
- 高雄市立美術館—蒙娜麗莎500年：達文西傳奇展語音導覽
- 陶瓷博物館—語音導覽
- 慈湖—語音導覽
- 瑩瑋藝術—翡翠文化博物館語音導覽
- 傳統藝術中心—展品中文版及兒童版語音導覽
- 2010上海世博台北館簡介
- 2010年臺北國際花卉博覽會—中文語音導覽
- 台北花博爭艷館—會「動」的清明上河圖大展語音導覽

### 中國大陸戲劇
- 《美人心計》：聶慎兒、周子冉、薄巧慧
- 《媳婦的美好時代》：毛豆豆

### 日本動畫
| 播映年份 | 作品名稱                       | 配演角色                                                                                    | 首播平台   | 備註                                                   |
| -------- | ------------------------------ | ------------------------------------------------------------------------------------------- | ---------- | ------------------------------------------------------ |
|          | 凱蒂貓的奇妙冒險               | 凱蒂貓                                                                                      |            |                                                        |
|          | 秀逗魔導士                     | 白蛇娜卡                                                                                    |            |                                                        |
|          | 可愛巧虎島                     | 巧虎的媽媽（2010年後半段版本「2011年版本」最終話起）                                        | 東森幼幼台 |                                                        |
| 2004     | 莎拉公主                       | 佩琪（蓓姬） 歌特露德（卡露特） 茉莉 瑪麗葉特 唐纳德‧卡麦可 珍妮特‧卡麦可 安妮              | AXN        | 與中視版本不同                                         |
| 2004     | 小紅帽恰恰                     | 伊莉莎白 小鈴 亞子 桃莉絲／多利斯                                                           | 衛視中文台 | 與卡通頻道版本不同，迪士尼頻道、MOMO親子台也播映此版本 |
| 2005     | 真珠美人魚                     | 洞院莉娜 七海妮可 白井渚 蝙蝠小姐 芽流 小桃子 十二音色小合音5/10 幽靈女性 太刀四郎 古代人類 | 東森幼幼台 |                                                        |
| 2005     | 我們這一家                     | 川島（後期） 石田百合（後期） 春山吹雪（後期） 小拓                                         | 東森綜合台 |                                                        |
| 2005     | 凡爾賽玫瑰                     | 瑪莉·安東妮德                                                                               | TVBS-G     | 與華視、衛視中文台、三立都會台版本不同                 |
| 2006     | 熱鬥小馬                       | 飯富勝                                                                                      | 迪士尼頻道 | 與衛視中文台版本不同                                   |
| 2006     | 舞-HiME                        | 鴇羽舞衣 尾久崎晶 真田紫子 愛莉莎·西亞斯                                                    | 衛視中文台 |                                                        |
| 2006     | 魔法少女奈葉                   | 菲特·泰斯塔羅沙 薇塔 凌堤艦長 高町美由希 月村鈴香 艾莉希亞·泰斯塔羅沙 石田幸惠              | MOMO親子台 |                                                        |
| 2007     | 舞-乙HiME                      | 鴇羽舞衣                                                                                    | 衛視中文台 |                                                        |
| 2007     | 天使心                         | 野上冴子                                                                                    | 中視       |                                                        |
| 2007     | 灼眼的夏娜                     | 吉田一美 威爾艾米娜·卡梅爾 阪井千草 瑪麗安 蘇拉特（愛染他） 黑卡蒂                          | Animax     | 第一季                                                 |
| 2007     | 機動新撰組                     | 沖田薰 坂本龍之介 青龍                                                                      | 緯來綜合台 |                                                        |
| 2007     | 棒球大聯盟第二季               | 清水薫 茂野桃子 小森大介 鈴木綾音 早乙女靜香                                                | 華視       |                                                        |
| 2008     | 亂馬1/2                        | 珊璞 久遠寺右京 九能小太刀 早乙女佳香 蘭蘭 與太郎 今條真理子                                | 緯來綜合台 | 與台視版本不同，中視、channel V也播映此版本            |
| 2012     | BLACK★ROCK SHOOTER（黑岩射手） | 出灰加賀里 小幡新                                                                           | 東森電影台 |                                                        |
| 2015     | 新我們這一家                   | 川島 石田百合                                                                               | 台視       |                                                        |

### 特攝片
- 《特搜戰隊》：日向愛、日向勝、美香

### 韓劇
- 《那女人的選擇》：安真真
- 《比花還美》：金美秀、珍音、在根媽、李小敏
- 《還是喜歡你》：徐明芝
- 《他們的世界》：尹英
- 《不能結婚的男人》：鄭友珍、趙允喜
- 《拜託小姐》：江秀雅
- 《我是傳說》：梁雅琳、吳蘭熙
- 《甜蜜謊言》：朴志潤
- 《童顏美女》：姜允書、李素貞
- 《繼承者們》：全賢珠、李艾斯特、藝帥的母親、永道的母親
- 《百年新娘》：李柔美
- 《奔跑吧薔薇》：姜敏珠

### 美劇
- 《靈書妙探》：凱特·貝琪

### 日本動畫電影
| 播映年份 | 作品名稱                                | 配演角色   | 備註 |
| -------- | --------------------------------------- | ---------- | ---- |
| 年份不明 | 秀逗魔導士-史上大作戰                   | 白蛇娜卡   |      |
| 年份不明 | 秀逗魔導士劇場版：完全無欠版            | 白蛇娜卡   |      |
| 年份不明 | 秀逗魔導士-完美篇之二(恐怖的未來)       | 白蛇娜卡   |      |
| 年份不明 | 秀逗魔導士-完美篇之三(莉娜的愛美大作戰) | 白蛇娜卡   |      |
| 年份不明 | 秀逗魔導士-重現江湖版                   | 白蛇娜卡   |      |
| 年份不明 | 秀逗魔導士-豪華絢爛版                   | 白蛇娜卡   |      |
| 年份不明 | 新世紀福音戰士劇場版：死與新生          | 綾波零     |      |
| 2009     | 崖上的波妞                              | 理莎       |      |
| 2013     | 風起                                    | 里見菜穗子 |      |
| 2014     | 回憶中的瑪妮                            | 瑪妮       |      |

### 海外電影
- 《死亡筆記本電影版》：彌海砂
- 《蝴蝶魚》：阿關
- 《凶房》：素珍
- 《醜女大翻身》：姜漢娜
- 《色即是空～0204愛你呦！》：尹貞

### 海外遊戲
- 《暗黑破壞神III》：巫女（追隨者）
- 《爐石戰記：魔獸英雄傳》：艾狄絲·暗寂
- 2014年戰龍兵團[3]